# Calathea coccinea
Calathea coccinea är en strimbladsväxtart som beskrevs av Paul Carpenter Standley och Julian Alfred Steyermark. Calathea coccinea ingår i släktet Calathea och familjen strimbladsväxter. Inga underarter finns listade.